# هوبير ليمان كلارك
هوبير ليمان كلارك (بالإنجليزية: Hubert Lyman Clark)‏ هو عالم حيوانات أمريكي، ولد في 9 يناير 1870 في أميرست في الولايات المتحدة، وتوفي في 31 يوليو 1947 في كامبريدج في المملكة المتحدة.